# ساختمان اعدادی
ساختمان اعدادی مربوط به دوره پهلوی است و در تبریز، خیابان تربیت، جنب کوچه شعبان، پلاک ۲۱ واقع شده و این اثر در تاریخ ۳ دی ۱۳۸۵ با شمارهٔ ثبت ۱۶۶۴۸ به‌عنوان یکی از آثار ملی ایران به ثبت رسیده است.